# Clarence Johnson
Clarence Leonard Johnson, detto Kelly (Ishpeming, 27 febbraio 1910 – Los Angeles, 21 dicembre 1990), è stato un ingegnere statunitense.

## Biografia
Johnson entrò alla Lockheed nel 1933, forte di una laurea in ingegneria aeronautica all'università del Michigan. Prima dei trent'anni era già ingegnere capo della ditta, con al suo attivo il Lockheed L-10 Electra, il caccia P-38 Lightning e il Constellation. Nel 1943 guidò, in sette mesi, la creazione del caccia a reazione P-80, istituendo un piccolo e unito team segreto e libero dalla burocrazia. Per la vicinanza ad una fabbrica che emanava cattivo odore, i suoi laboratori furono chiamati Skunk Works (Officine Puzzola).
Negli anni seguenti, applicando la dottrina di Johnson: "poche persone in gamba, capaci di risolvere i problemi in anticipo con un metodo semplice e diretto", furono realizzati l'F-104 Starfighter, il ricognitore U-2, il ricognitore SR-71 "Blackbird" e il Lockheed D-21/M-21, gli ultimi due in grado di toccare Mach 3.
La sua ultima fatica fu uno sfortunato trimotore wide-body, l'L-1011 TriStar, sconfitto nella gara commerciale con il McDonnell Douglas DC-10 attorno al 1971. Qualche anno dopo si ritirò a vita privata fino alla morte.